# Allotheria
Infra-classe
Taxons de rang inférieur
- clade †Euharamiyida
- ordre † Multituberculata

Les Allotheria sont une infra-classe de mammifères, aujourd'hui éteinte.

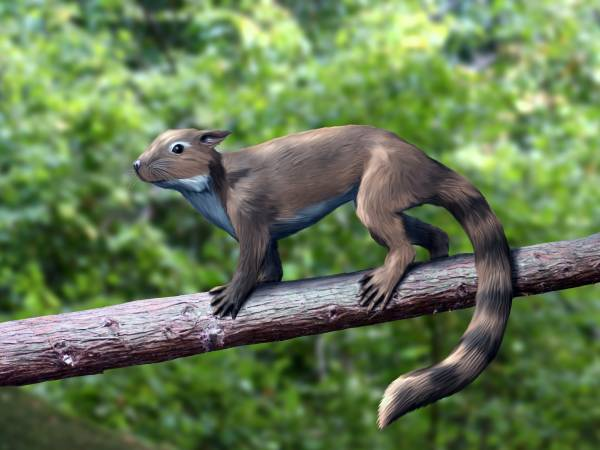
Shenshou, un Euharamiyidien du Jurassique moyen, reconstitué par le paléoartiste Nobu Tamura.

## Description
Apparus au Trias, ils ont prospéré au cours du Jurassique et leurs derniers représentants se sont éteints au cours du Cénozoïque.
D'après leurs caractéristiques squelettiques, ils occupaient probablement des niches écologiques similaires aux rongeurs euthériens.

## Systématique

### Taxinomie
Les Allothériens (du grec ancien αλλός « autre, différent » et θήριον « animal sauvage ») ne font partie ni des actuels thériens (marsupiaux et placentaires) ni des actuels monotrèmes mais sont peut-être plus étroitement apparentés à ces derniers.

### Ordres
- † Haramiyida
- † Multituberculata